# Takahiro Masukawa
Takahiro Masukawa (Hyogo, 8 november 1979) is een Japans voetballer.

## Carrière
Takahiro Masukawa speelde tussen 2003 en 2004 voor Avispa Fukuoka. Hij tekende in 2005 bij Nagoya Grampus.